# Clermont (Walcourt)
Clermont (wa. Clairmont) – dzielnica (section) miasta Walcourt w Belgii, w Regionie Walońskim, w prowincji Namur, w okręgu Philippeville. 1 stycznia 2020 roku liczyła 769 mieszkańców. Do 31 grudnia 1976 r. samodzielna gmina. 

## Demografia
Liczba mieszkańców, stan na 1 stycznia:
| Rok                | 1930 | 1947 | 1961 | 2020 |
| ------------------ | ---- | ---- | ---- | ---- |
| Liczba mieszkańców | 772  | 787  | 820  | 769  |